# Oxalis serpens
Oxalis serpens är en harsyreväxtart som beskrevs av A. St.-hil.. Oxalis serpens ingår i släktet oxalisar, och familjen harsyreväxter. Utöver nominatformen finns också underarten O. s. catharinensis.